# Campeonato Paulista de Futebol de 1986
O Campeonato Paulista de Futebol de 1986 foi a 46.ª edição do campeonato organizado pela Federação Paulista de Futebol. Teve como campeã a Internacional de Limeira, o primeiro time do interior paulista a sagrar-se campeão estadual. O vice-campeão foi o Palmeiras, que já enfrentava até aquele ano um jejum de dez anos sem título.
O artilheiro da competição foi Kita, da própria Inter, com 23 gols.
Comercial e Paulista foram rebaixados, e ficaram quase um ano sem disputar competições oficiais, porque a recém-criada Divisão Intermediária de 1987 só foi disputada no segundo semestre daquele ano.

## Regulamento
O regulamento era o mesmo do ano anterior: uma primeira fase em que os vinte clubes jogavam todos contra todos, em turno e returno. Cada turno teve contagem de pontos independente, e os campeões de cada um deles classificaram-se para a semifinal. Os dois times com mais pontos obtidos na soma dos turnos (excetuando os campeões dos turnos, já classificados), também se classificaram para as semifinais.
O primeiro colocado na soma total de pontos enfrentou o de quarta melhor pontuação, e o segundo maior pontuador enfrentou o terceiro em dois jogos, de ida e volta. Em caso de igualdade após os jogos haveria prorrogação. A mesma regra valeu para a final.
Os dois últimos colocados na soma de pontos dos dois turnos foram rebaixados.